# 国旗協会
一般社団法人国旗協会（こっききょうかい）は、国を象徴する国旗の正しい理解と普及を目的に掲げている法人。元内閣府所管。

## 概要
- 所在：東京都千代田区丸の内3-2-2 東京商工会議所ビル
- 会長：